# Toàn quốc kháng chiến
Toàn quốc kháng chiến là cách gọi để nói tới sự kiện ngày 19 tháng 12 năm 1946, khi cuộc chiến đấu giữa Quân đội Pháp và chính quyền Việt Nam Dân chủ Cộng hòa bùng nổ tại bắc vĩ tuyến 16, tức là toàn Việt Nam.
Từ ngày 19 tháng 12 năm 1946, khi Chủ tịch Chính phủ Việt Nam Dân chủ Cộng hòa đọc Lời kêu gọi toàn quốc kháng chiến, một loạt các trận đánh nổ ra trên các đô thị phía bắc vĩ tuyến 16 (Đà Nẵng). Trong cuộc chiến này, Quân đội quốc gia Việt Nam (Vệ quốc đoàn đổi tên từ 22 tháng 5, 1946) đã đồng loạt tiến công vào các vị trí của quân Pháp tại các đô thị miền Bắc Đông Dương, bao vây quân Pháp trong nhiều tháng để cho các cơ quan chính quyền lui về chiến khu. Nhiều nhà sử học coi mốc này là khởi điểm cho cuộc Chiến tranh Đông Dương lần thứ nhất.

## Bối cảnh
Sau khi giành được độc lập từ tay Phát xít Nhật Bản, Chính phủ Việt Nam Dân chủ Cộng hòa gặp khó khăn với những đoàn quân giải giáp phát xít của Đồng Minh. Đặc biệt là đằng sau đó là quân đội Pháp, được coi là "ông chủ cũ" của xứ Đông Dương. Chính phủ Việt Nam Dân chủ Cộng hòa tìm mọi cách cứu vãn hòa bình, chí ít cũng làm chậm lại chiến tranh để chuẩn bị đối phó, đồng thời khéo léo tìm được thế bắt đầu chiến tranh tốt nhất có thể (hay là ít xấu nhất). Hiệp định sơ bộ (6 tháng 3 năm 1946) rồi Tạm ước Việt – Pháp (14 tháng 9 năm 1946) lần lượt được ký kết, Chủ tịch Hồ Chí Minh sang Pháp đàm phán. Quân Tưởng Giới Thạch phải theo các điều ước rút về nước, thay thế bằng 15.000 quân Pháp.
Bất chấp các giao kèo giữa hai Chính phủ, 10 tháng 4 năm 1946, tướng Valluy, Tổng chỉ huy quân đội Pháp tại Đông Dương thông qua "phương án 2", thứ được Chính phủ Việt Nam gọi là Un scénario de coup d'Etat (kịch bản của cuộc đảo chính) với mục tiêu "loại bỏ ông Hồ Chí Minh và Việt Minh". Mục tiêu đó được cụ thể hóa bằng nhiều vụ xung đột về cả chính trị lẫn quân sự và không chỉ ở phía nam vĩ tuyến 16, hòng khiêu khích Chính phủ Hồ Chí Minh phát động chiến tranh. Các vụ xung đột liên tiếp xảy ra ở bắc vĩ tuyến 16 do quân Pháp gây hấn: Lai Châu, Bắc Ninh, Hải Phòng, Lạng Sơn, Hồng Gai, Hải Dương và ngay cả tại Thủ đô Hà Nội. Đặc biệt quân Pháp gây ra nhiều vụ thảm sát ở khu vực Hải Phòng, và các khu Hàng Bún, Yên Ninh (Hà Nội).
Ngày 20 tháng 11 năm 1946, người Hải Phòng tổ chức biểu tình phản đối các nhân viên hải quan Pháp tại thành phố. Để giải quyết tình hình Hồ Chí Minh đề nghị phía Pháp phương án nhân sự hỗn hợp Việt–Pháp trong các cơ quan hải quan nhưng phía Pháp kiên quyết từ chối. Ngay 22 tháng 11, tướng Valluy đánh điện ra lệnh cho Đại tá Dèbes, Tư lệnh quân đội Pháp tại Hải Phòng bằng mọi giá phải giành quyền làm chủ Hải Phòng. Tới ngày 23 tháng 11, Dèbes huy động 3 chiến hạm nã pháo vào Hải Phòng. Sau đó, Paul Mus (cố vấn chính trị của tướng Leclerc) thông báo với đô đốc Battet rằng vụ pháo kích đã khiến 6000 người thiệt mạng, chủ yếu là dân thường. Đây chính là sự kiện làm khơi mào cho cuộc kháng chiến toàn quốc ở Việt Nam.
Thảm sát ngã ba phố Hàng Bún - ngõ Yên Ninh ngày 17 tháng 12 năm 1946 trở thành giọt nước làm tràn ly khi hành động gây hấn của Pháp đi quá giới hạn chịu đựng của chính quyền Việt Nam Dân chủ Cộng hòa. Sau đó, ngày 18 tháng 12, tướng Pháp Molière gửi hai tối hậu thư liên tiếp đòi tước vũ khí của bộ đội và dân quân tự vệ Việt Nam, nắm quyền kiểm soát thành phố. Trước tình hình đó, Hồ Chí Minh triệu tập khẩn cấp Ban thường vụ Trung ương Đảng Cộng sản (bí mật) họp tại Vạn Phúc, Hà Đông. Hội nghị thông qua quyết định phát động chiến tranh. Đối với Quốc hội, do Hiến pháp Việt Nam quy định Chủ tịch nước trong trường hợp khẩn cấp có thể phát động chiến tranh mà không cần phải thông qua Nghị viện. Do vậy, Chủ tịch Hồ Chí Minh đã bàn bạc với Chính phủ và Ban thường trực Quốc hội và nhanh chóng được đồng ý.
20 giờ 3 phút ngày 19 tháng 12 năm 1946, công nhân nhà máy điện Yên Phụ tiến hành cắt điện, tiếng súng nổ ra tại Hà Nội. Tiếp đó, ngày 20 tháng 12 tại hang Trầm (huyện Chương Mỹ, tỉnh Hà Đông, nay thuộc Hà Nội), Đài Tiếng nói Việt Nam đã phát đi Lời kêu gọi toàn quốc kháng chiến của Hồ Chủ tịch. Đây được coi là mệnh lệnh phát động kháng chiến và cuộc chiến tranh bắt đầu.

## Tương quan lực lượng
Theo kế hoạch của Bộ Tổng Chỉ huy Quân đội quốc gia Việt Nam, các khu mở đợt tiến công vào các vị trí đóng quân của Pháp ở bắc vĩ tuyến 16:
- Bắc Giang, Bắc Ninh, Cầu Đuống, Hải Dương, Nam Định: Tiêu diệt một bộ phận quân địch.[14]
- Lạng Sơn, Hà Nội, Hải Phòng,...: Cô lập, chặn đánh, "giam chân" đối phương.[14]

Theo phía Việt Nam, trước ngày 19 tháng 12 năm 1946, tổng số quân Pháp ở phía bắc vĩ tuyến 16 là khoảng 30.000 binh sĩ, gấp đôi những gì thỏa thuận trong Hiệp định sơ bộ. Theo quan điểm của Martin Windrow thì quân số Pháp có thể lên tới 25.000. Lực lượng đóng giữ ở các đô thị như sau: Hà Nội (6.500), Hải Phòng (chưa rõ), Hải Dương (1 tiểu đoàn và 3 trung đội), Bắc Ninh và Bắc Giang (1 tiểu đoàn), Nam Định (650), Vinh (1 trung đội), Huế (750), Đà Nẵng (6.500); chưa tính số kiều dân vũ trang và các đơn vị "phỉ" (các đạo quân người dân tộc thiểu số theo Pháp); chiếm ưu thế tuyệt đối về vũ khí, trang bị.
Lực lượng chủ lực của Việt Nam ở Hà Nội có 5 tiểu đoàn (Tiểu đoàn 191, 77, 145, 523, 56), Hải Phòng có 1 trung đoàn (Trung đoàn 42), Hải Dương có 1 trung đoàn (Trung đoàn 44), Bắc Ninh và Bắc Giang có 1 trung đoàn (Trung đoàn Bắc Bắc), Nam Định có 1 Trung đoàn (Trung đoàn 34), Vinh có 1 đại đội (thuộc Trung đoàn 57), Huế có 1 trung đoàn và 2 tiểu đoàn (Trung đoàn Trần Cao Vân, Tiểu đoàn Tiếp phòng quân Thuận Hóa, Tiểu đoàn 16), Đà Nẵng có 2 trung đoàn (Trung đoàn 93, 95), chưa tính số công an vũ trang, dân quân, tự vệ. Vũ khí, trang bị không thống nhất, chỉ đáp ứng tối đa 75% quân số (thường chỉ từ 1/3 đến 2/3 đơn vị), luôn trong tình trạng thiếu đạn.

## Diễn biến

### Hà Nội và đồng bằng Bắc Bộ
20 giờ 3 phút ngày 19 tháng 12 năm 1946, đèn điện ở Hà Nội vụt tắt, pháo đài Láng nổ phát súng lệnh tổng công kích, chính thức báo hiệu toàn quốc kháng chiến. Quân đội và dân quân Việt Nam mở cuộc tấn công đồng loạt vào 21 vị trí đóng quân của Pháp. Ngày 21 tháng 12, sau thời gian đầu bị bất ngờ, quân Pháp bao vây các đơn vị Việt Nam ở Liên khu phố 1 (trung tâm thành phố), quân đội Việt Nam quyết định không phá vây mà chủ động chờ quân Pháp đánh vào để tiêu diệt. Ngày 6 tháng 1 năm 1947, các đơn vị Việt Nam được thống nhất biên chế thành một Trung đoàn mang tên Trung đoàn Liên khu 1 (từ 12 tháng 1 đổi tên thành Trung đoàn Thủ đô).
Tại Hải Phòng, các đơn vị vũ trang Việt Nam đóng giữ ở các vị trí xung quanh thành phố. 6 giờ ngày 20 tháng 12 năm 1946, quân Pháp mở cuộc tấn công quy mô lớn nhằm phá vỡ vòng vây hòng chi viện cho lực lượng ở Hà Nội. Ngày 21 tháng 12, quân đội Việt Nam ở tỉnh Hải Dương phá được cứ điểm trường Con Gái, khiến quân Pháp ở đây có nguy cơ bị tiêu diệt. Ngày 22 tháng 12, quân Pháp ở Hải Phòng phá vây thành công, điều lực lượng đến Hải Dương thì bị lực lượng Việt Nam cản bước. Ngày 23 tháng 12, quân Việt Nam rút khỏi tỉnh lỵ Hải Dương. Ngày 24 tháng 12, quân Pháp từ Hà Nội tấn công Bắc Ninh và Phủ Lạng Thương để giải cứu lực lượng bị bao vây. Lực lượng Pháp ở Bắc Giang rút lui thành công, nhưng ở Bắc Ninh thì bị đánh bật về thị xã. Ngày 30 tháng 12, quân Pháp bị đánh bật khỏi Bắc Ninh, quân Việt Nam quyết định phá hoại đoạn đường 5 đi qua đây, khiến cho quân Pháp phải đến giữa tháng 1 năm 1947 mới có thể thông đường chi viện Hà Nội.
Ngày 14 tháng 2 năm 1947, quân Pháp ở Hà Nội giảm cường độ tiến công để tập hợp quân phát động quyết chiến. Ngày 15 tháng 2, các cấp chỉ huy của Việt Nam quyết định rút quân khỏi Hà Nội. 17 giờ ngày 17 tháng 2, Tiểu đội liên lạc Hồng Hà (do Nguyễn Ngọc Nại chỉ huy) dẫn dắt Trung đoàn Thủ đô chia thành các toán nhỏ rút khỏi nội thành. Sáng ngày 18 tháng 2, Trung đoàn Thủ đô qua sông an toàn, quân Pháp bắt đầu truy kích. Ngày 19 tháng 2, những đơn vị khác cũng hoàn thành rút lui, Tiểu đội của Nguyễn Ngọc Nại gồm 8 người quyết định ở lại và toàn bộ đều tử trận để cản bước quân Pháp.
Sau khi quân đội Việt Nam rút khỏi Hà Nội, quân Pháp cho quân càn quét Bắc Ninh, Bắc Giang. Tại Hải Phòng, tháng 3 năm 1947, quân Pháp về cơ bản hoàn thành việc khống chế thành phố, và bắt đầu mở rộng chiến cuộc ra khu vực Quảng Yên. Đêm 23 tháng 3, quân đội Việt Nam mở cuộc tấn công lớn vào nội thành Hải Phòng, buộc quân Pháp phải bỏ dở cuộc càn quét vào Đông Triều, Chí Linh, nhưng đây cũng là đợt công kích lớn cuối cùng. Ngày 25 tháng 4, quân Pháp chiếm được thị xã Kiến An và bán đảo Đồ Sơn.
Nam Định là đô thị lớn cuối cùng kết thúc chiến đấu. 0 giờ 30 phút ngày 20 tháng 12 năm 1946, quân dân Việt Nam bắt đầu tấn công và bao vây quân Pháp ở thành phố Nam Định. Cuộc chiến kéo dài trong 3 tháng, 86 ngày đêm, quân Pháp nhiều lần điều động lực lượng đến phá vây nhưng bất thành, buộc phải dùng máy bay để thả hàng tiếp tế cho các đơn vị bị bao vây. Ngày 6 tháng 1 năm 1947, các đơn vị Việt Nam đã đánh bại một lực lượng lớn quân Pháp và được Quốc hội cùng Chính phủ gửi điện khen ngợi. Ngày 6 tháng 3, quân Pháp điều 1.500 binh sĩ, 120 xe cơ giới, 2 tàu chiến, 4 ca nô cùng máy bay từ Hà Nội xuống cứu Nam Định. Ngày 10 tháng 3, viện quân Pháp mở cuộc tấn công vào thành phố, quân đội Việt Nam chủ động rút lui để bảo toàn lực lượng. Ngày 15 tháng 3 năm 1947, đơn vị Việt Nam cuối cùng rút khỏi Nam Định.

### Bắc Trung Bộ
Ở Bắc Trung Bộ, rạng sáng ngày 20 tháng 12 năm 1946, cụ thể là 2 giờ ở Đà Nẵng và 2 giờ 30 phút ở Huế, quân đội Việt Nam tấn công ồ ạt vào các cứ điểm của quân Pháp. 1 giờ sáng, trung đội Pháp ở Vinh đầu hàng. Phía Việt Nam lập tức điều động một số đơn vị vũ trang của hai tỉnh Nghệ An và Hà Tĩnh bổ sung cho mặt trận Trị Thiên Huế. Ở Huế, quân Pháp chịu thiệt hại nặng và bị cô lập trong nhiều ngày.
Ngày 22 tháng 12, do chênh lệch lớn về lực lượng, quân đội Việt Nam ở Đà Nẵng rút khỏi nội thành. Từ 23 tháng 12 đến 7 tháng 1 năm 1947, quân Pháp đánh ra phía tây Đà Nẵng. Ngày 10 tháng 1, một số đơn vị Pháp từ Lào tấn công miền tây Quảng Trị, lần lượt chiếm đóng Khe Sanh, Cam Lộ, Đông Hà. Ngày 15 tháng 1, quân Pháp nghi binh ở miền đông Đà Nẵng, tập trung lực lượng đánh ra đèo Hải Vân để mở đường cứu viện cho các đơn vị tại Huế đang bị bao vây. Ngày 17 tháng 1, Pháp tập trung khoảng 8 nghìn quân đánh ra đèo Hải Vân nhưng bị chống trả quyết liệt.
Ngày 28 tháng 1, viện quân Pháp từ Đà Nẵng đánh ra Huế, quân Việt Nam phục kích nhiều trận khiến quân Pháp gặp nhiều thiệt hại. Ngày 5 tháng 2, Pháp chia quân từ ba hướng Thuận An, Thanh Thủy (Thủy Thanh, Hương Thủy), Bãng Lãng (ngã ba Tuần, Hương Thủy) đánh vào nội thành Huế, quân Pháp cố thủ ở trong cũng phản công. Ngày 6 tháng 2, lực lượng Pháp trong và ngoài thành gặp nhau. Căn cứ vào tình hình cụ thể, Bộ Tư lệnh Mặt trận Trị Thiên Huế của quân đội Việt Nam quyết định rút quân khỏi nội thành Huế, lập phòng tuyến sông Gianh - đèo Ngang (Quảng Bình). Ngày 20 tháng 2, sau khi rút khỏi Hà Nội, Chủ tịch Hồ Chí Minh đến Thanh Hóa để động viên chính quyền và người dân.
Sau khi kiểm soát Huế và Đà Nẵng, ngày 27 tháng 3, quân Pháp mở nhiều cuộc tấn công lớn đánh chiếm các huyện còn lại của tỉnh Quảng Trị, và một cuộc hành quân khác chiếm đóng tỉnh Quảng Bình. Cùng tháng, quân Pháp mở cuộc hành quân vào trận tuyến Non Nước - Bà Nà, chiếm đóng vùng đồng bằng hạ lưu sông Cẩm Lệ và Thu Bồn. Phía bắc, quân Pháp cho máy bay ném bom và dùng thuyền đổ bộ Thanh Hóa từ đường bờ biển, cho quân từ Lào thâm nhập vào miền tây Thanh Hóa, Nghệ An và Hà Tĩnh. Ngày 30 tháng 3, huyện cuối cùng của Quảng Trị bị quân Pháp chiếm đóng. Ở Quảng Bình, sự chống trả quyết liệt của quân đội Việt Nam khiến Pháp dừng bước ở Lệ Thủy (30 tháng 3 năm 1947) và Bố Trạch (25 tháng 4 năm 1947), chỉ có thể chiếm đóng miền trung và nam của tỉnh.
Ba tỉnh Thanh Hóa, Nghệ An, Hà Tĩnh cùng một phần các huyện Tuyên Hóa, Quảng Trạch (Quảng Bình) vẫn nằm trong sự kiểm soát của chính quyền Việt Nam Dân chủ Cộng hòa, trở thành hậu phương lớn cho cuộc chiến với tên gọi Vùng tự do Thanh Nghệ Tĩnh hay Vùng tự do Liên khu 4, được mệnh danh là "Căn cứ địa vững chắc thứ hai của cả nước sau Việt Bắc".

### Các chiến trường khác
Ở Đông Bắc Bộ, từ 15 tháng 4 năm 1946, quân Pháp đóng quân ở Hòn Gai, Cẩm Phả, Cửa Ông (Quảng Yên). Tháng 7, với sự chỉ điểm của Voòng A Sáng, quân Pháp từ Vạn Hoa (Quảng Yên) đánh chiếm Tiên Yên (Hải Ninh), rồi tiến ra Đầm Hà, Bình Liêu. Ngày 7 tháng 7, quân Pháp chiếm giữ Lạng Sơn, chia quân đóng đồn ở Đồng Đăng, Bản Sâm, Lộc Bình,... Đến tháng 12, quân Pháp đã khống chế hầu hết các vị trí quan trọng ở các tỉnh Lạng Sơn, Quảng Yên và Hải Ninh.
Ngày 19 tháng 12, khi cuộc chiến bùng nổ, lực lượng Việt Nam ở Lạng Sơn rút về Nà Pản (Hoàng Đồng) nằm giáp ranh thị xã để tiến hành tập kích quấy rối. Ngược lại, lực lượng Việt Nam ở Hòn Gai lại bị động chờ lệnh, khiến nhiều vị trí bị tập kích mà chưa kịp di chuyển. Để cầm chân quân Pháp, các đơn vị vũ trang Việt Nam mở một số trận tập kích, trong đó lớn nhất là trận đánh ở bốt Hà Lầm đêm Noel (24 tháng 12 năm 1946). Cuối tháng 12, quân Pháp ở Tiên Yên và Lạng Sơn mở các cuộc tấn công nối thông suốt đoạn đường số 4 từ Tiên Yên đến Đình Lập. Tháng 1 năm 1947, quân Pháp chiếm đóng hầu hết các vị trí quan trọng trên đường số 4 từ Hải Ninh đến Cao Bằng, hoàn thành khống chế biên giới Việt Nam - Trung Quốc, cô lập Căn cứ địa Việt Bắc. Tháng 2, quân Pháp tấn công Uông Bí, Đông Triều. Ngày 14 tháng 3, quân Pháp mở cuộc tấn công lớn chiếm đường số 13, huyện Lục Nam và các huyện còn lại của tỉnh Hải Ninh. Ngày 19 tháng 3, quân Pháp mở cuộc tấn công khác vào Đông Triều, Phả Lại nhưng sau đó phải rút quân về Hải Phòng.
Ở Tây Bắc Bộ, trước ngày 19 tháng 12 năm 1946, quân Pháp đã chiếm đóng các tỉnh Lai Châu cùng hai huyện Phong Thổ và Bình Lư của tỉnh Lào Cai, mở rộng địa bàn hoạt động ra Hòa Bình, Sơn La, Lào Cai. Cuối năm 1946, quan Pháp chiếm huyện Than Uyên thuộc tỉnh Yên Bái, uy hiếp Phú Thọ và căn cứ địa Việt Bắc. Tháng 1 năm 1947, Bộ Tư lệnh Khu 10 mở Mặt trận Tây Tiến, điều Trung đoàn 92 chủ lực khu phối du kích địa phương tấn công một số cứ điểm, ngăn chặn quân Pháp mở rộng phạm vi chiếm đóng. Tháng 3 năm 1947, quân Pháp ném bom thị xã Phú Thọ, khiến hơn 100 người chết. Ngày 15 tháng 4, quân Pháp tấn công và chiếm đóng tỉnh Hòa Bình. Giữa tháng 5, Pháp cho quân nhảy dù xuống Phú Thọ và đổ bộ đường thủy vào Việt Trì, nhưng phải rút sau 3 ngày.

## Kết quả
Tháng 3 năm 1947, các cơ quan Trung ương, Bộ, ngành chính quyền Việt Nam Dân chủ Cộng hòa di chuyển tới Việt Bắc. Tháng 4, Ban Thường vụ Trung ương Đảng, Ban Thường trực Quốc hội, Bộ Tổng Chỉ huy đến ATK Định Hóa (Thái Nguyên). 20 tháng 5, Chủ tịch Hồ Chí Minh đóng trụ sở ở đồi Khau Tý (Định Hóa, Thái Nguyên).
Sau khoảng hai tháng giao tranh, quân đội Pháp dù chiếm được hầu hết các đô thị quan trọng nhưng không thể hoàn thành việc tiêu diệt các lực lượng vũ trang của chính quyền Việt Nam Dân chủ Cộng hòa. Các cơ quan, kho tàng và một bộ phận người dân rút về các chiến khu, cùng lực lượng chính trị và vũ trang chuẩn bị cho cuộc chiến tranh lâu dài.
Ngày Toàn quốc kháng chiến được xem là mốc mở đầu cuộc chiến tranh giữa Pháp và Việt Nam Dân chủ Cộng hòa.